# Sålpåkjaureh
Sålpåkjaureh är en sjö i Arjeplogs kommun och Jokkmokks kommun i Lappland och ingår i Luleälvens huvudavrinningsområde. Sjön har en area på 0,237 kvadratkilometer och ligger 635 meter över havet. Sålpåkjaureh ligger i Pärlälvens fjällurskog Natura 2000-område.

## Delavrinningsområde
Sålpåkjaureh ingår i det delavrinningsområde (738749-162232) som SMHI kallar för Mynnar i Jarrebäcken. Medelhöjden är 659 meter över havet och ytan är 24,26 kvadratkilometer. Det finns inga avrinningsområden uppströms utan avrinningsområdet är högsta punkten. Vattendraget som avvattnar avrinningsområdet har biflödesordning 5, vilket innebär att vattnet flödar genom totalt 5 vattendrag innan det når havet efter 271 kilometer. Avrinningsområdet består mestadels av skog (51 procent), sankmarker (35 procent) och kalfjäll (12 procent). Avrinningsområdet har 0,32 kvadratkilometer vattenytor vilket ger det en sjöprocent på 1,3 procent.